# Kentarō Ishikawa
Kentarō Ishikawa (石川 健太郎?, Ishikawa Kentarō; Prefettura di Chiba, 12 febbraio 1970) è un ex calciatore giapponese, di ruolo difensore.

## Carriera
Ha militato nel Kashiwa Reysol.